# Tilmann Bünz

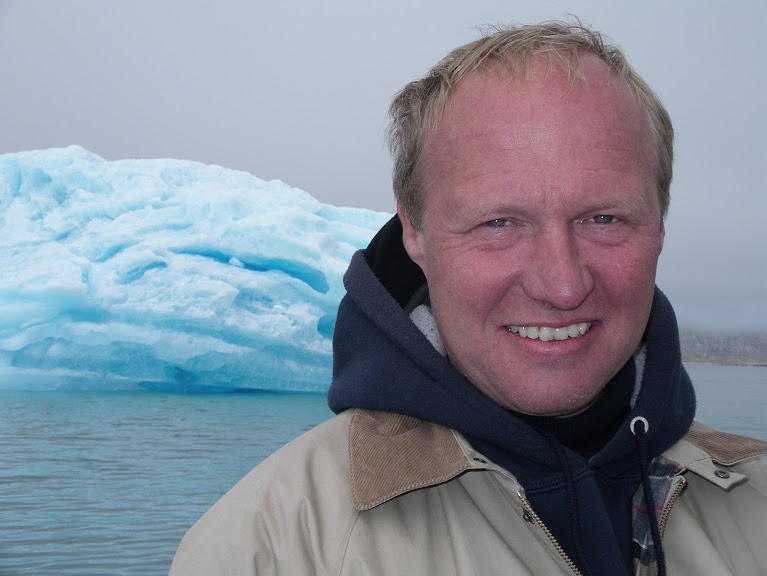
Tilmann Bünz in Grönland

Tilmann Bünz (* 1957 in Hamburg) ist ein deutscher Journalist, Dokumentarfilmer und Buchautor.

## Leben
Tilmann Bünz ist Absolvent der Deutschen Journalistenschule (DJS) in München. Zuvor studierte er u. a. Politikwissenschaft an den Universitäten Hamburg und München. Nach seiner Ausbildung leistete er von 1982 bis 1984 seinen Zivildienst mit Aktion Sühnezeichen Friedensdienste in Amsterdam ab. Er war von 1984 bis 1988 Studienleiter der Evangelischen Akademie Tutzing und wechselte im Anschluss als Redakteur zu ARD-aktuell, wo er bis 1996 für die Tagesschau und die Tagesthemen arbeitete. Von 1996 bis 2002 arbeitete Bünz für das Hamburger ARD-Büro des Norddeutschen Rundfunks als Reporter und Redakteur. Von 2002 war er für fünf Jahre als ARD-Auslandskorrespondent und Leiter des Studios Stockholm für Skandinavien und die baltischen Staaten zuständig.
Seit 2008 ist Bünz vor allem als Autor tätig. Mit seinen Büchern, die von Skandinavien, den Niederlanden und dem Baltikum handeln, hat er große Erfolge erzielt. Daneben dreht er TV-Dokumentationen u. a. über die Wende in Osteuropa und Deutschlands Nachbarn. 2012/2013 produzierte er für ARTE die dreiteilige Serie Menschen am Rande der Welt über die Arktis.

## Werke
- Wer die Kälte liebt: Skandinavien für Anfänger (2008). München: btb Verlag, ISBN 978-3-442-73635-5.
- Wer das Weite sucht: Skandinavien für Fortgeschrittene (2012). München: btb Verlag, ISBN 978-3-442-74359-9.
- Fünf Meter unter dem Meer: Niederlande für Anfänger (2016). München: btb Verlag, ISBN 3-442-71414-1.
- Wo die Ostsee Westsee heißt: Baltikum für Anfänger (2018). München: btb Verlag, ISBN 978-3-442-71659-3.